# Ètica normativa

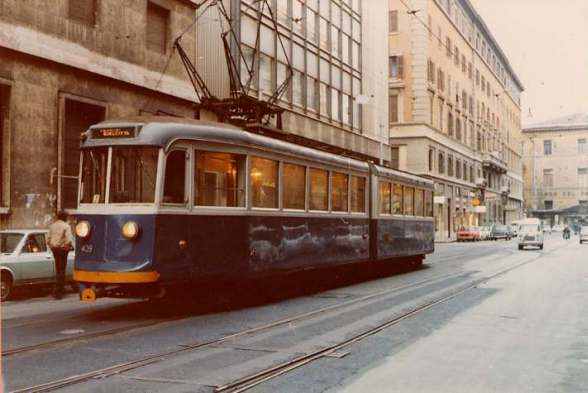
El dilema de la vagoneta és un experiment mental que pot servir per il·lustrar i posar a prova diverses teories ètiques.

L'ètica normativa és la branca de la filosofia moral que se centra en l'estudi de les teories morals sobre com s'ha d'actuar. També es coneix com a ètica prescriptiva, perquè proposa principis i regles morals per a la conducta humana.
No és el mateix que l'ètica aplicada, que s'ocupa d'aplicar els criteris a situacions pràctiques i concretes, i també de la metaètica, que estudia la naturalesa de les declaracions morals.
Històricament, l'ètica normativa ha intentat respondre preguntes com "Què s'ha de fer?" i "Per què s'ha de fer això?". Hi ha un requisit d'explicació en teoria moral, una justificació adequada d'uns principis necessita una explicació d'aquests principis per evitar el rebuig.

## Teories

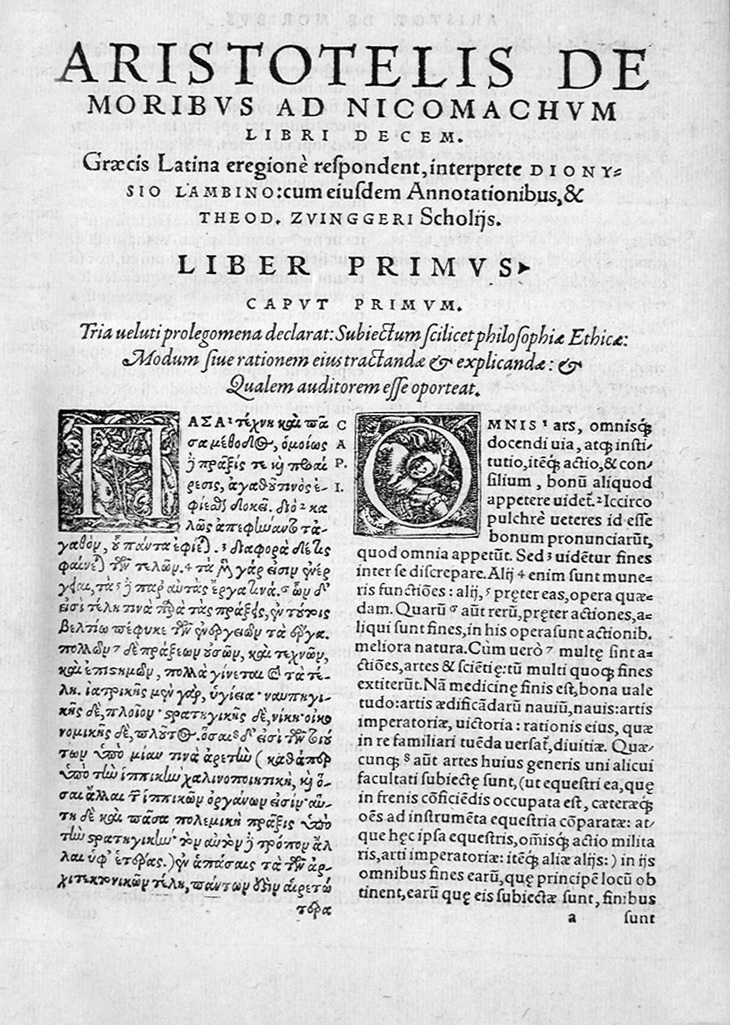
Primera pàgina de l'edició de 1566 del tractat d'Aristòtil sobre ètica titulat Ètica a Nicòmac

Hi ha desacords sobre què és el que dona força ètica a una acció, regla o disposició. Hi ha tres principals visions sobre com s'han de respondre les preguntes morals, juntament amb posicions híbrides que combinen alguns elements de cadascuna: ètica de la virtut, ètica deontològica; i el conseqüencialisme. El primer se centra en el caràcter dels que actuen. En canvi, tant l'ètica deontològica com el conseqüencialisme se centren en l'estat de l'acció, regla o disposició.

### Ètica de la virtut
L'ètica de la virtut, defensada per Aristòtil amb alguns aspectes recolzats per Tomàs d'Aquino, se centra en el caràcter inherent d'una persona més que en accions concretes. En concret, destaca la importància de desenvolupar des de la mateixa persona individual bons hàbits de conducta, anomenats virtuts, i evitar els mals hàbits o vicis. Aristòtil sosté que una acció és èticament correcta si fer-la és propi d'una persona virtuosa. Hi ha hagut un renaixement significatiu de l'ètica de la virtut des de la segona meitat del segle xx, a través de filòsofs com Elizabeth Anscombe, Philippa Foot, Alasdair MacIntyre, Mortimer Adler, Jacques Maritain, Yves Simon i Rosalind Hursthouse.

### Deontologia
La deontologia argumenta que, per actuar moralment, hi ha decisions que s'han de prendre, més enllà de les conseqüències favorables o desfavorables. Aquesta teoria, associada principalment amb l'imperatiu categòric d'Immanuel Kant, que arrela la moral en la capacitat racional de la humanitat i afirma certes lleis morals inviolables. Kant sosté que l'acció correcta és aquella que es realitza per deure o obligació. Es basa en el principi moral fonamental que és l'obligació de respectar els drets de les persones i seguir els deures ètics incondicionalment.
Una variant es troba en el contractualisme de John Rawls, que sosté que els actes morals són aquells amb els quals tots estaríem d'acord si fóssim imparcials, darrere d'un "vel d'ignorància ". Hi ha altres teories que s'han inclòs en la deontologia, com les teories dels drets naturals, per exemple la de John Locke o Robert Nozick, que sostenen que els éssers humans tenen drets naturals absoluts.

### Conseqüencialisme
El conseqüencialisme argumenta que la moralitat d'una acció depèn del resultat de l'acció. Les diverses teories conseqüencialistes varien en allò que consideren valuós. Totes estableixen deures o obligacions morals per aconseguir un fi últim bo o desitjable. El conseqüencialisme sosté que la moralitat d'una acció depèn només de les seves conseqüències, de manera que, en aquest sentit, el fi justifica els mitjans. Si bé el conseqüencialisme no s'aplica només a les accions, aquestes són el seu exemple més prominent.
Creure que la moralitat es basa en generar el màxim de felicitat, incrementar la llibertat fins al màxim o promoure la supervivència de l'espècie, és una postura conseqüencialista. Una manera de classificar els diversos tipus de conseqüencialisme és a partir dels agents que cal tenir en compte en considerar les conseqüències de eles accions. Des d'aquesta perspectiva, hi ha tres categories de conseqüencialisme. L'egoisme moral ho basa tot en les conseqüències positives per l'agent, l'altruisme només busca el bé dels altres a expenses de l'agent, i l'utilitarisme considera que una acció és correcta si els resultats són bons, més enllà de qui siguin els beneficiaris.
Entre les crítiques al conseqüencialisme s'ha argumentat que mai es poden estimar completament les conseqüències d'una acció, i que el valor d'una acció no deixa de ser una estimació prèvia, el que pot comportar caure en el pragmatisme excessiu que subordini uns grups a uns altres.

### Altres teories
- L'ètica de la cura, o ètica relacional, fundada per les teòriques feministes, en particular Carol Gilligan, argumenta que la moral sorgeix de les experiències d'empatia i compassió. Subratlla la importància de la interdependència i les relacions per assolir objectius ètics.
- L'ètica pragmàtica és difícil de classificar completament dins de qualsevol de les quatre concepcions anteriors. Aquesta visió argumenta que la correcció moral evoluciona de manera similar a altres tipus de coneixement —socialment al llarg de moltes vides— i que les normes, els principis i els criteris morals probablement es milloraran com a resultat de la investigació. Charles Sanders Peirce, William James i John Dewey són coneguts com els fundadors del pragmatisme; un defensor més recent de l'ètica pragmàtica va ser James D. Wallace.